# 양구군 (선거구)
양구군은 대한민국의 옛 국회의원 선거구이다. 당시 강원도 양구군 지역을 관할했다.

## 역사
1954년 11월, 수복지구의 행정권이 회복되면서 양구군 지역의 행정권이 회복되었다. 이에 제4대 국회의원 선거를 앞두고 양구군 전 지역을 관할하는 선거구로 신설되었다.
제6대 국회의원 선거를 앞두고 철원군, 화천군과 함께 철원군·화천군·양구군 선거구를 이루게 되면서 폐지되었다.

## 역대 국회의원
| 선거   | 정당 | 정당   | 의원   |
| ------ | ---- | ------ | ------ |
| 1958년 |      | 자유당 | 최규옥 |
| 1960년 |      | 민주당 | 김재순 |

## 역대 선거 결과

### 대한민국 제4대 국회의원 선거
|  | 51.04% |

|  | 48.95% |

|  | 0% |

### 대한민국 제5대 국회의원 선거
|  | 27.54% |

|  | 25.88% |

|  | 23.61% |

|  | 19.38% |

|  | 3.57% |